# Gare de Bray-Dunes Plage
Ne doit pas être confondu avec Gare de Bray-Dunes.
La gare de Bray-Dunes Plage est une ancienne gare ferroviaire française du Chemin de fer de Hondschoote à Bray-Dunes, située à proximité de la plage sur le territoire de la commune de Bray-Dunes, dans le département du Nord, en région Hauts-de-France.
L'ancien bâtiment voyageurs est reconverti en office de tourisme.

## Situation ferroviaire
Établie à 6 mètres d'altitude, la gare de Bray-Dunes Plage était un terminus de la ligne à voie métrique du Chemin de fer de Hondschoote à Bray-Dunes.

## Histoire
La gare de Bray-Dunes Plage est mise en service en 1903, lors de l'ouverture à l'exploitation de la ligne à voie métrique du chemin de fer de Hondschoote à Bray-Dunes. Elle est fermée au service des voyageurs, lors de la destruction de la ligne pendant la Première Guerre mondiale, et définitivement fermée en 1933.

## Patrimoine ferroviaire
La commune a racheté le bâtiment de la gare en 1937 et l'a depuis réaffecté en office du tourisme.